# Xysticus shyamrupus
Xysticus shyamrupus är en spindelart som beskrevs av Benoy Krishna Tikader 1966. Xysticus shyamrupus ingår i släktet Xysticus och familjen krabbspindlar. Inga underarter finns listade i Catalogue of Life.